# شهرستان لیچنگ
شهرستان لیچنگ (به لاتین: Licheng County) یک منطقهٔ مسکونی در چین است که در چانگجی واقع شده‌است. شهرستان لیچنگ ۱٬۱۶۶ کیلومتر مربع مساحت و ۱۶۰٬۰۰۰ نفر جمعیت دارد.